# 片地村
片地村（かたじむら）は、高知県香美郡にあった村。現在の香美市の南東部、概ね物部川の中流左岸にあたる。

## 地理
- 河川：物部川

## 歴史
- 1889年（明治22年）4月1日 - 町村制の施行により、近世以来の片地村が単独で自治体を形成。
- 1896年（明治29年） - 大字小田島・下ノ村・町田・加茂・山田島・林田・影山・間・佐古藪・船谷・宮ノ口・杉田・神母ノ木を設置。
- 1954年（昭和29年）9月1日 - 山田町・佐岡村・大楠植村・明治村・長岡郡新改村と合併して土佐山田町が発足。同日片地村廃止。

## 行政

### 歴代村長
| 初代   | 傍士次     | 1889年（明治22年）5月  |
| 2代目  | 北村宗雄   | 1893年（明治26年）6月  |
| 3代目  | 鍵山幸重   | 1895年（明治28年）12月 |
| 4代目  | 鍵山幸重   | 1899年（明治32年）12月 |
| 5代目  | 鍵山幸重   | 1903年（明治36年）12月 |
| 6代目  | 北村万次郎 | 1907年（明治40年）12月 |
| 7代目  | 鍵山之郎   | 1910年（明治43年）7月  |
| 8代目  | 鍵山之郎   | 1914年（大正3年）7月   |
| 9代目  | 鍵山之郎   | 1918年（大正7年）7月   |
| 10代目 | 鍵山之郎   | 1922年（大正11年）7月  |
| 11代目 | 猪野重寿   | 1926年（大正15年）7月  |
| 12代目 | 猪野重寿   | 1930年（昭和5年）7月   |
| 13代目 | 猪野重寿   | 1934年（昭和9年）7月   |
| 14代目 | 舟谷光好   | 1938年（昭和13年）7月  |
| 15代目 | 舟谷光好   | 1942年（昭和17年）7月  |
| 16代目 | 舟谷光好   | 1943年（昭和18年）8月  |
| 17代目 | 船谷国治   | 1945年（昭和20年）1月  |
| 18代目 | 鍵山宗義   | 1946年（昭和21年）5月  |
| 19代目 | 鍵山宗義   | 1947年（昭和22年）4月  |
| 20代目 | 鍵山鬼軒   | 1948年（昭和23年）12月 |
| 21代目 | 公文暁     | 1951年（昭和26年）4月  |

## 交通

### 道路
- 土佐中街道（現・国道195号）

## 出身著名人
- 傍士定治（衆議院議員）